# Île Xianjiao
L'île Xianjiao (Chinois traditionnel: 險礁嶼) est une île de l'archipel des Pescadores.
Elle se situe dans le détroit de Taiwan de la mer de Chine méridionale au large de la côte ouest de Taiwan.